# Mattias Remstam
Rune Mattias Remstam, född 25 januari 1975 i Nittorp,  är en svensk ishockeyspelare som vann  SM-guld i HV71.

## Spelarkarriär
Remstam startade sin hockeykarriär med Nittorps IK i division två. Efter flera säsonger med klubben värvades han inför säsongen 1999/2000 till elitserieklubben HV71. På kort tid blev han mycket uppskattad och populär i HV 71, där han utmärkte sig som en oöm s.k. tvåvägsforward (dvs. att han ansågs ha både goda offensiva och defensiva kvaliteter). Ett bevis för att Remstam värderades högt i HV 71 är det faktum att han blev kvar i klubben under hela nio säsonger, innan han på eget bevåg bröt sitt kontrakt 2007. 2004 blev Remstam svensk mästare med HV 71.
I början av säsongen 2007/2008 bröt han alltså sitt kontrakt med HV71 och skrev senare kontrakt med den finska klubben KalPa. Han bytte klubbadress i december 2007 och spelade i den danska klubben Nordsjælland Cobras i Oddset Ligaen fram till 2008. Säsongen 2008/2009 skrev han kontrakt med Borås HC i HockeyAllsvenskan. och sedan efter sin Boråsvistelse skrev Remmen kontrakt med sin moderklubb Nittorps Ik som spelande assisterande tränare,

## Meriter
- TV-Pucken för Västergötland 1990
- Elitserien All Star Game 2000
- Elitserien All Star Game 2001
- SM-guld med HV71 2004